# Богач, Василий Владимирович
Василий Владимирович Богач (укр. Василь Володимирович Богач, позывной — Домаха; 15 августа 1979, Волноваха — 8 мая 2022, Мариуполь) — украинский военнослужащий и писатель, подполковник, участник российско-украинской войны. Герой Украины (2023, посмертно).

## Биография
Родился в Волновахе Донецкой области. Высшее образование получил в Донецком национальном университете имени Василия Стуса. С 2004 года проходил службу в Службе безопасности Украины, работал в Главном управлении СБУ в Донецкой области. С начала боевых действий в 2014 году принимал участие в операциях на востоке Украины.
После начала полномасштабного российского вторжения в Украину в 2022 году остался в осаждённом Мариуполе. По распоряжению руководства был приписан к подразделениям, защищавшим город. Участвовал в обороне завода «Азовсталь».
4 апреля 2022 года получил ранение, однако продолжал находиться в бункерах завода вместе с другими защитниками и гражданскими. Погиб 8 мая 2022 года в результате авиаудара. Позже был похоронен в Киеве на Лукьяновском военном кладбище.

## Писательская деятельность
Под псевдонимом Иван Богдан выпустил три книги:
- Мариуполь 2014[3]
- Патріотв’язні[4][5]
- По той бік окопів[6]

В них он освещал события начала войны, судьбы пленных и свою профессиональную деятельность в СБУ.

## Награды
- Звание «Герой Украины» с удостоением ордена «Золотая Звезда» (12 июня 2025, посмертно) — за личное мужество и героизм, проявленные в защите государственного суверенитета и территориальной целостности Украины, верность военной присяге[7].
- Орден «За мужество» III степени (апрель 2022) — за личное мужество и самоотверженные действия, проявленные в защите государственного суверенитета и территориальной целостности Украины, верность военной присяге.